# Lykkeland
Lykkeland är en svensk-norsk TV-film från 1983 om bondkomikerns förvandling till revykungen Ernst Rolf. Filmen sändes på NRK i tre delar med början i december 1983 och i Sverige hade den premiär på TV1 5 januari 1984.
Namnet Lykkeland fick filmen efter Rolfs genombrottsrevy.

## Rollista i urval
- Hans Josefsson – Ernst Ragnar Johansson, kallad Ernst Rolf
- Linn Stokke – Tutta Berntzen, senare Tutta Rolf
- Gino Samil – Abram, Ernst Rolfs hjälpreda och ackompanjatör
- Gustav Kling – Albert Ranft
- Björn Granath – Ture Nerman
- Kjersti Døvigen – Katie Rolfsen
- Tomas Laustiola – Ivar Kreuger
- Herman Howell – Floyd Du Pont, balettmästare
- Olof Buckard – Karl Gerhard
- Ellen Horn – Margit Strugstad, Ernst Rolfs första fru
- Leif Jacobsen – August Schönemann, norsk revyartist
- Suzanne Reuter – Vera Andersson, kvinna som anklagar Ernst Rolf för våldtäkt
- Marvin Yxner – Nils Åkervall, Ernst Rolfs sekreterare
- Anders Nyström – scenarbetare
- Carl-Olof Alm – Norrgårds-Petter, Ernst Rolfs tidiga partner
- Li Brådhe – sekreterare som förförs
- Raymond Nederström – Einar Fagstad, dragspelare
- Sverre Hansen – general Strugstad, Margits far
- Nøste Schwab – Margits mor
- Christer Boustedt – bondkomiker